# Parafia Świętych Ojców Siedmiu Soborów Powszechnych w Nowym Jorku
Parafia Świętych Ojców Siedmiu Soborów Powszechnych – jedna z parafii eparchii wschodnioamerykańskiej i nowojorskiej, z siedzibą w Nowym Jorku.
Parafia została założona w 1928 przez arcybiskupa Rosyjskiego Kościoła Prawosławnego poza granicami Rosji Apolinarego (Koszewoja) na potrzeby tych wiernych rosyjskich, którzy w sporze między Cerkwią Zagraniczną a kierowaną przez metropolitę Platona (Rożdiestwienskiego) metropolią opowiedzieli się za podległością Cerkwi Zagranicznej. Początkowo siedziba parafii znajdowała się w budynku przy Piątej Alei, na nowojorskim Manhattanie. Od końca lat 30. jej cerkiew działa przy 153 Ulicy. Parafia prowadzi szkołę dla dzieci wyznania prawosławnego, pochodzenia rosyjskiego.